# Straßenbahn Konotop

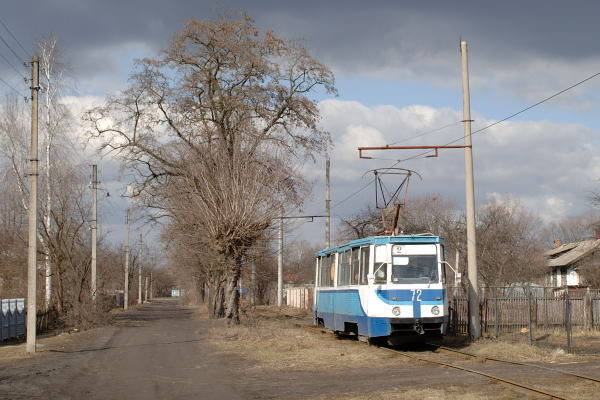
KTM-5 72 der Straßenbahn Konotop in der wul. Furmanowa (2007)

Liniennetz

Die Straßenbahn Konotop (ukrainisch Конотопський трамвай/Konotops'kyj Tramwajⓘ [konoˈtɔpsʲkɪj t̪rɑmˈʋɐi̯]) bildet das Basisangebot des öffentlichen Nahverkehrs in der ukrainischen Stadt Konotop. 

## Geschichte
Die Straßenbahn in Konotop wurde in der Spurweite 1524 mm (russische Breitspur) gebaut und am 25. Dezember 1949 eröffnet.
Das Netz wurde bis heute auf insgesamt drei Linien ausgebaut. Mit einer Streckenlänge von 28 Kilometern zählt es zu den kleinsten Straßenbahnnetzen in der Ukraine. Das Straßenbahnnetz ist überwiegend eingleisig, die durchfahrenen Straßen sind teilweise unbefestigt. Der Betrieb wird mit Triebwagen der Bauart KTM-5, gebaut von 1975 bis 1989 von der Ust-Katawer Waggonbaufabrik (UKWS), durchgeführt.
Im Jahr 2018 lag die Straßenbahn aus Gründen der Überschuldung für 3,5 Monate still, bis sie am 22. September 2018 wieder in Betrieb genommen wurde. 2019 wurden 6 Triebwagen des Typs Tatra T3A gebraucht aus Riga übernommen.
Aufgrund des Russischen Krieges gegen die Ukraine kam es auch bei der Straßenbahn Konotop zu Schäden. Daher bat man im Februar 2023 in Polen um Hilfe. Bei der Straßenbahn Warschau sollten 23 ältere Wagen vom Typ Konstal 105Na verschrottet werden, da inzwischen genügend neue Wagen vom Typ Hyundai Rotem 140N angeliefert worden waren. Die alten Konstal-Wagen wurden in die Ukraine geschafft und dort umgespurt auf Breitspur. Es ist dies der erste Einsatz dieses Wagentyps außerhalb von Polen. Für 2024 ist vorgesehen, dass auch die Straßenbahn Ostrava ältere Tatra-Wagen an Konotop abgibt. 

## Liniennetz
2019 wurden folgende Linien betrieben:
- Linie 1: wul. Depowska–Sahrebellja (20-min-Takt)
- Linie 2: wul. Rjaboschapka–Motordetal (20-min-Takt)
- Linie 3: wul. Depowska–Rajon WRS (50-min-Takt)[3]

## Fuhrpark
| Type          | Bild | Anzahl | Einsatzjahre    |
| ------------- | ---- | ------ | --------------- |
| KTM-5M3       |      | 13     | 1972 — bis dato |
| Tatra T3А     |      | 6      | 2019 — bis dato |
| K-1           |      | 1      | 2007 — bis dato |
| Konstal 105Na |      | 23     | 2023 – bis dato |